# Мельникова, Дарья Алексеевна
Да́рья Алексе́евна Ме́льникова (род. 9 февраля 1992, Омск) — российская актриса театра, кино и дубляжа. Широкую известность получила за роль Жени Васнецовой в сериале «Папины дочки». Также известна по роли Чумы в фильме «Стальная бабочка» и Ольги Горшенёвой в сериале «Король и Шут».

## Биография
Дарья Мельникова родилась 9 февраля 1992 года в Омске. Отец, Мельников Алексей Анатольевич, работал на местном нефтеперерабатывающем заводе, а  мать, Мельникова Татьяна Владимировна, преподавала физику в университете. В кино снимается с 2007 года. Первой киноработой стала главная роль в фильме «Золушка 4×4. Всё начинается с желаний». Режиссёр фильма Юрий Морозов и актриса Оксана Сташенко заметили Мельникову на Фестивале визуальных искусств в детском лагере «Орлёнок», где она танцевала со своим хореографическим ансамблем. 
За исполнение главной роли в этой картине актриса отмечена двумя кинонаградами. С 2007 по 2013 год снималась в телесериале «Папины дочки», который принёс ей огромную популярность. В июне 2008 года сообщалось, что Дарья должна сыграть в новом фильме об Алисе Селезнёвой, но в итоге съёмки так и не начались.
В 2013 году Дарья окончила Высшее театральное училище имени М. С. Щепкина (курс Владимира Бейлиса и Виталия Иванова). С сентября 2013 года — актриса Московского театра им. Ермоловой.
В 2010 году Дарья планировала выпустить книгу под названием «Картинки для привлечения внимания».

### Личная жизнь
31 августа 2013 года Мельникова вышла замуж за актёра Артура Смольянинова. 27 октября 2015 года у них родился сын, которого назвали, в честь отца, Артуром. 7 декабря 2018 года родился второй сын, Марк. 6 июня 2021 года актриса сообщила о разводе со Смольяниновым. 
19 июня 2024 года назвала в видео актера Романа Набатова мужем и показала грудного ребёнка. 

## Фильмография
| Год       |   | Название                                | Роль                                            |
| --------- | - | --------------------------------------- | ----------------------------------------------- |
| 2007—2013 | с | Папины дочки                            | Женя Васнецова, третья дочь                     |
| 2008      | с | Белка в колесе                          | Даша                                            |
| 2008      | ф | Золушка 4×4. Всё начинается с желаний   | Золушка                                         |
| 2008      | с | Одержимый                               | эпизод                                          |
| 2009      | с | Правила угона                           | Анжела Ботова                                   |
| 2009      | ф | Рябиновый вальс                         | Любовь Синица                                   |
| 2009      | с | Сердце капитана Немова                  | Вика                                            |
| 2009      | с | Такова жизнь                            | Лена Соколова                                   |
| 2010      | с | Гаражи                                  | Оля                                             |
| 2010      | ф | Записки экспедитора Тайной канцелярии   | Фёкла                                           |
| 2011      | ф | Записки экспедитора Тайной канцелярии 2 | Фёкла                                           |
| 2011      | ф | Жених                                   | Оля                                             |
| 2012      | ф | Стальная бабочка                        | Вика Чумакова (Чума)                            |
| 2013      | ф | Гагарин. Первый в космосе               | Зоя (в детстве), сестра Гагарина                |
| 2013      | с | Лютый                                   | Марина                                          |
| 2014      | с | Гетеры майора Соколова                  | Нина Матросова                                  |
| 2014      | ф | Боцман Чайка                            | Мария                                           |
| 2014      | ф | Однажды                                 | Танька                                          |
| 2015      | ф | Невидимки                               | горничная Наталья                               |
| 2015      | ф | SOS, Дед Мороз, или Всё сбудется!       | Лера                                            |
| 2015      | ф | Приключения Алисы. Пленники трёх планет | Алиса Селезнёва (производство фильм прекращено) |
| 2016      | с | Спутники                                | Лена Огородникова                               |
| 2017      | ф | С пяти до семи                          | Вера Саморядова                                 |
| 2018      | с | Крепкая броня                           | Наталья Бондарь, механик-водитель танка         |
| 2019      | с | Лютый 2                                 | Марина                                          |
| 2019      | с | Крепкая броня. Битва за Берлин          | Наташа                                          |
| 2020      | ф | Запретная зона                          | Лида                                            |
| 2020      | ф | (Не)случайные истории                   | Надежда                                         |
| 2021      | с | Подарок                                 | Люба                                            |
| 2021      | с | Предпоследняя инстанция                 | Людмила, дочь Валентины                         |
| 2021      | с | Медиатор                                | Лиза                                            |
| 2021      | ф | Синдром                                 | Карина                                          |
| 2021      | ф | Соври мне правду                        | Старшая                                         |
| 2022      | с | ЮЗЗЗ                                    | Луша                                            |
| 2023      | с | Король и Шут                            | Ольга Горшенёва / вдова                         |
| 2023      | с | Хочу не могу!                           | Саша                                            |
| 2023      | с | Папины дочки. Новые                     | Евгения Васнецова                               |
| 2023      | с | Волшебный участок                       | Лена                                            |

### Озвучивание и дубляж
| Год       |    | Название                                  | Роль            |
| --------- | -- | ----------------------------------------- | --------------- |
| 2013—2016 | мс | Алиса знает, что делать!                  | Алиса Селезнёва |
| 2015      | мф | Чародей равновесия. Тайна Сухаревой башни | экскурсовод     |
| 2017      | мф | Стань легендой! Бигфут Младший            | Шелли           |

## Роли в театре
Московский драматический театр имени М. Н. Ермоловой
- 2013 — «Язычники» А. Яблонской, (реж. Е. Каменькович) — дочь
- 2014 — «Ромео и Джульетта. Версия», сценическая композиция Д. Азарова и В. Печейкина по пьесе У. Шекспира (реж. Д. Азаров) — Джульетта
- 2014 — «Утюги» А. Яблонской (реж. А. Размахов) — Мария
- 2015 — «Адам и Ева/Шейпинг» Н. ЛаБьюта (реж. О. Невмержицкая) — Ева
- 2017 — «Безымянная звезда» М. Себастьяна (реж. В. Кутавичуте) — Неизвестная
- 2017 — «Утиная охота» А. Вампилова (реж. Евгений Марчелли) — Ирина
- 2020 — «Дачники» М. Горького (реж. Е. Марчелли) — Карелия
- 2022 — «Антигона» Ж. Ануй, (реж. Владимир Киммельман) — Антигона
- 2022 — «Петя и волк» (реж. Карина Бесолти)

Театр «Современник»
- 2021 — «Мам, а кто это на фото?» (реж. Ф. Гуревич)

Театр на Садовой (Приют комедианта), г. Санкт-Петербург
- 2022 — «Дядя Ваня» (реж. Е. Серзин) — Елена Андреевна, жена Серебрякова

## Телевидение
- 2008 — «Хорошие шутки» (СТС) — участница
- 2008 — «Самая умная „папина дочка“» (СТС) — участница
- 2008 — «Истории в деталях» (СТС) — объект истории
- 2008—2009 — «Скажи!» (СТС) — гостья
- 2008 — «Ранетки-mania» (СТС) — гостья
- 2009 — «Большая разница» («Первый канал») — гостья, объект пародии
- 2009 — «Самый умный из „Папиных дочек“» (СТС) — участница
- 2010 — «Папины дочки», документальный фильм (СТС) — объект историй
- 2010 — «6 кадров. Юбилейный концерт» (СТС) — гостья
- 2010 — «Mafia» (Муз-ТВ) — игрок
- 2011 — «Волшебное Диноутро» (СТС) — ведущая
- 2011 — «Стиляги Шоу» («Россия-1») — игрок
- 2012 — «Магия кино» («Россия-К») — гостья
- 2012 — «Навигатор Апгрейд» («Карусель») — гостья
- 2012 — «Тайн.net» («MTV Россия») — объект истории
- 2012 — «Звёздный каприз» (НТВ) — участница
- 2021 — «Вечерний ургант. #1514» — гостья.

## Музыкальные клипы
- 2013 — «Любовь над облаками» (Андрей Батт)
- 2013 — «Револьверы и куклы» (Андрей Ковалёв)[11]
- 2014 — «Снишься мне» (Зоркий)[12]
- 2014 — «Летний» (Андрей Батт feat. Даша Мельникова)
- 2015 — «Если б я знал» (Не’мой Фронт)

## Признание
- 2008 — Премия «Женщина года 2008» по версии журнала Glamour в номинации «Команда года» (за роль Жени, одной из сестёр Васнецовых в ситкоме «Папины дочки»). Премию получила вместе с Мирославой Карпович, Анастасией Сиваевой, Елизаветой Арзамасовой и Екатериной Старшовой.
- 2018 — 48 место в списке «100 самых сексуальных женщин России» по версии журнала Maxim[13].

## Награды и номинации
- 2008 — Премия «За лучшую женскую роль в детском фильме» на XII Всероссийском фестивале визуальных искусств за роль в фильме «Золушка 4×4. Всё начинается с желаний».
- 2008 — Премия в номинации «Лучшая женская детская роль» на XVII Открытом фестивале кино стран СНГ, Латвии, Литвы и Эстонии «Киношок-2008» за роль в фильме «Золушка 4x4. Всё начинается с желаний».
- 2012 — Премия «Аванс» от The Hollywood Reporter Russia — «Самой перспективной актрисе» за роль в фильме «Стальная бабочка»[14].
- 2012 — XVIII Международный фестиваль фильмов о правах человека «Сталкер» — Диплом жюри за роль в фильме «Стальная бабочка»[15].
- 2013 — XXI кинофестиваль «Виват кино России!» — приз за лучшую женскую роль (фильм «Стальная бабочка»)[16].